# Eliteserien (Unihockey)
Die Eliteserien ist die höchste Spielklasse im norwegischen Unihockey (Floorball). 1994 wurde die erste Saison der Eliteserien ausgespielt. 
2024/25 spielen 12 Mannschaften in der Hauptrunde. Die besten acht Mannschaften qualifizieren sich am Ende der Hauptrundensaison für die Play-offs, bei denen anschließend der Meister ermittelt wird. Der Tabellenletzte steigt direkt ab. Der Tabellenelfte nimmt an einer Relegation mit dem zweit-, dritt- und viertplatzierten Zweitligavertreter teil, in der sich die besten zwei Teams für die neue Eliteserien-Saison qualifizieren.

## Mannschaften 2024/25
In der Saison 2024/25 sind 12 Mannschaften in der Eliteserien vertreten:
| Mannschaft          | Heimatstadt |
| ------------------- | ----------- |
| IK Akerselva        | Oslo        |
| Gjelleråsen IF      | Nittedal    |
| Greåker Bulldogs    | Sarpsborg   |
| Harstad IBK         | Harstad     |
| NOR 92 Tigers       | Drammen     |
| Sandnes IBK         | Sandnes     |
| Sarpsborg Sharks    | Sarpsborg   |
| Slevik IBK          | Fredrikstad |
| Sveiva IBK          | Oslo        |
| Tunet IBK           | Oslo        |
| Ullensaker/Kisa IL  | Ullensaker  |
| Vålerenga Innebandy | Oslo        |

## Meister
| Jahr | Meister          | Jahr | Meister              | Jahr | Meister          | Jahr | Meister    |
| ---- | ---------------- | ---- | -------------------- | ---- | ---------------- | ---- | ---------- |
| 1995 | Holmlia SK       | 2005 | Sarpsborg Sharks     | 2015 | Slevik IBK       | 2025 | Slevik IBK |
| 1996 | Greåker Bulldogs | 2006 | Greåker Bulldogs     | 2016 | Tunet IBK        |      |            |
| 1997 | Greåker Bulldogs | 2007 | Fjerdingby Innebandy | 2017 | Slevik IBK       |      |            |
| 1998 | Tunet IBK        | 2008 | Sarpsborg Sharks     | 2018 | Greåker Bulldogs |      |            |
| 1999 | Tunet IBK        | 2009 | Greåker Bulldogs     | 2019 | Greåker Bulldogs |      |            |
| 2000 | Greåker Bulldogs | 2010 | Tunet IBK            | 2020 | Greåker Bulldogs |      |            |
| 2001 | Greåker Bulldogs | 2011 | Sarpsborg Sharks     | 2021 | Tunet IBK        |      |            |
| 2002 | Greåker Bulldogs | 2012 | Slevik IBK           | 2022 | Tunet IBK        |      |            |
| 2003 | Greåker Bulldogs | 2013 | Slevik IBK           | 2023 | Tunet IBK        |      |            |
| 2004 | Greåker Bulldogs | 2014 | Slevik IBK           | 2024 | Tunet IBK        |      |            |